# Harold Eugene Edgerton
Harold Eugene Edgerton (6 d'abril de 1903, Fremont, Nebraska - 4 de gener de 1990, Cambridge, Massachusetts) fou un fotògraf i enginyer elèctric estatunidenc.
Era encara estudiant de l'Institut Tecnològic de Massachusetts quan el 1926 va desenvolupar un tub de flaix ple d'un gas noble (xenó) que podia produir descàrregues elèctriques d'elevada intensitat lumínica d'una durada de tan sols 1/1,000,000 de segon. Aquest invent segueix sent utilitzat en els dispositius fotogràfics d'avui dia i atès que també pot emetre ràfegues de llum de forma repetida en breus intervals regulars, és ideal per usar-se com estroboscopi.
Amb aquesta tecnologia Edgerton va ser capaç de fotografiar coses com les gotes de llet caient dins d'un plat i les bales que es desplaçaven a velocitats de fins a 24.000 quilòmetres per hora; resultant-ne imatges apreciables per la seva bellesa artística i el seu valor per a la indústria i la ciència.

## Obra
- Flash! Seeing the Unseen by Ultra High-Speed Photography (1939, amb James R. Killian Jr.). Boston: Hale, Cushman & Flint.
- Electronic Flash, Strobe (1970). New York: McGraw-Hill.
- Moments of Vision (1979, amb Mr. Killian). Cambridge, Massachusetts: MIT.
- Sonar Images (1986, amb Mr. Killian). Englewood Cliffs, NJ: Prentice-Hall. ISBN 0-13-822651-2
- Stopping Time, a collection of his photographs, (1987). New York: H.N. Abrams. ISBN 0-8109-1514-6

### Fotografies

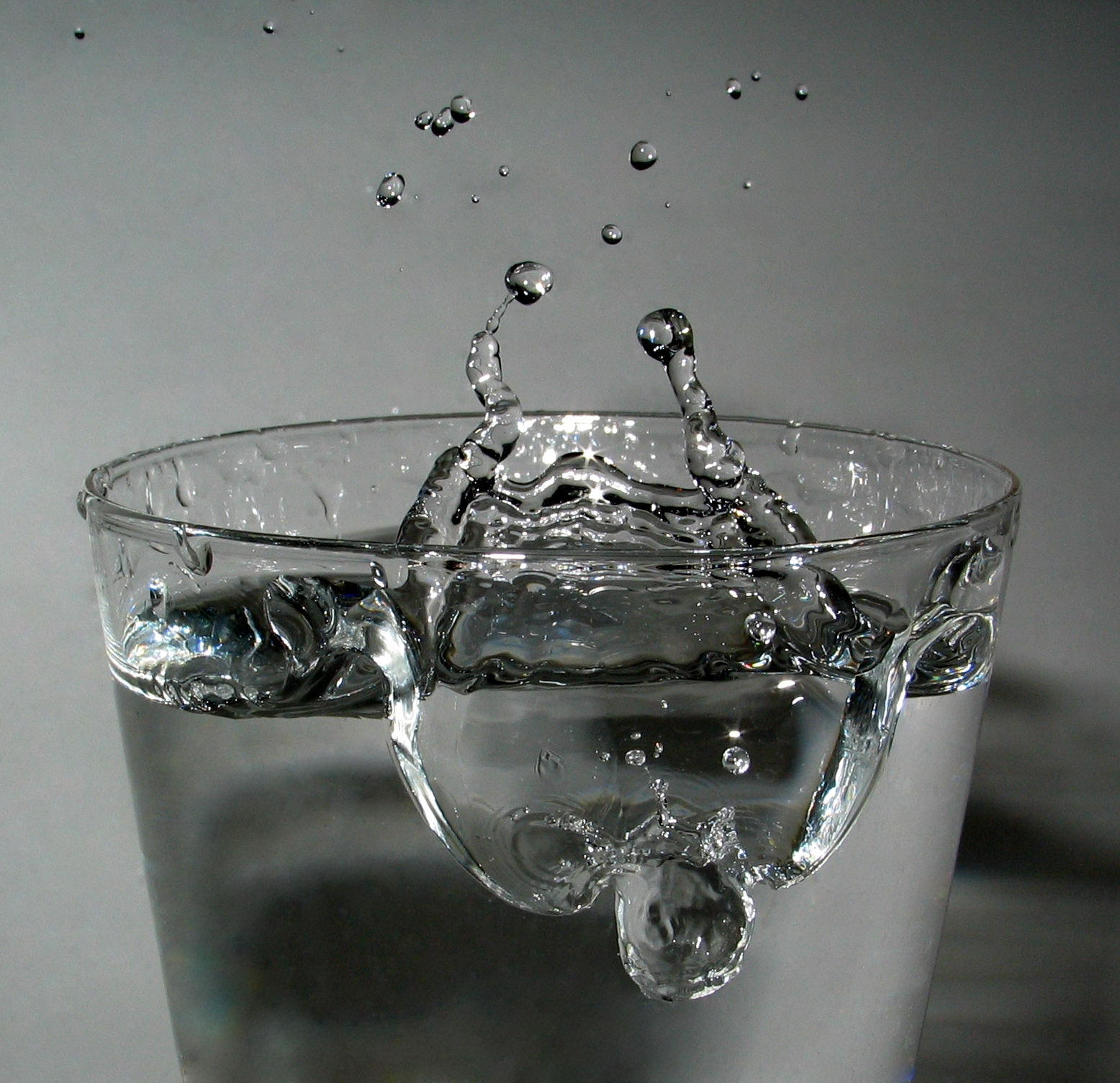
Impacte d'una gota d'aigua "congelada" pel temps d'exposició molt curt permès pel flaix

Algunes de les seves fotografies més famoses :
- Milk Drop Coronet (1935)[4]
- Football Kick (1938)
- Gussie Moran's Tennis Swing (1949)[5][6][7][4][8][9][10][11]
- Diver (1955)
- Cranberry Juice into Milk (1960)
- Moscow Circles (1963)
- Bullet Through Banana (1964)[12]
- .30 Bullet Piercing an Apple (1964)
- Cutting the Card Quickly (1964)
- Pigeon Release (1965)
- Bullet Through Candle Flame (1973) (amb Kim Vandiver)